# IC 1895
IC 1895 ist eine linsenförmige Galaxie SB0/a vom Hubble-Typ SB im Sternbild Fornax am Südsternhimmel. Sie ist schätzungsweise 167 Mio. Lichtjahre von der Milchstraße entfernt und hat einen Durchmesser von etwa 75.000 Lj.
Im selben Himmelsareal befinden sich u. a. die Galaxien NGC 1210 und IC 1899.
Das Objekt wurde am 8. Oktober 1896 von Lewis Swift entdeckt.